# エディ・トーラン
エディ・トーラン（Thomas Edward "Eddie" Tolan、1908年9月29日 - 1967年1月30日）は、アメリカ・コロラド州デンバー出身の陸上競技選手。1932年ロサンゼルスオリンピック男子100m、200mの2種目を制した選手でもあった。
トーランはアメリカンフットボールの選手として、高校生のときにミシガン州選手権を制している。トーランがミシガン大学に在学しているとき100ヤードで9秒5の世界新記録を樹立している。トーランの周辺では有名人となり、同じ年にトーランは100mでも何回も世界タイ記録を達成している。
1932年、全米選手権を制したトーランは、1932年ロサンゼルスオリンピックの100m、200mの代表に選ばれる。トーランは同じアメリカのラルフ・メトカーフにオリンピックのトライアルで2度負けていたが、本番では両種目ともトーランがオリンピック新記録で制し2冠を達成した。しかし、トーランはメトカーフとともに4×100mリレーには出場していない。（それでも、アメリカは世界新記録で金メダルを獲得している。）
オリンピック後にトーランは競技をやめ、プロの選手としていくつかのレースに出場している。またヴォードヴィルを経験したりした。その後、学校教師となり、1967年にデトロイトで心筋梗塞のため死去した。
世界記録を樹立したミシガン大学時代に、「深夜の超特急」（midnight express）というあだ名が付けられた。ロサンゼルスオリンピック100m決勝で同走した吉岡隆徳の「暁の超特急」という異名は、このトーランのあだ名をヒントに、当時読売新聞の記者だった川本信正が付けたものである。